# Železniško postajališče
Železniško postajališče je železniški infrastrukturni objekt, ki je po velikosti (tako števila potnikov, števila vlakov kot same velikosti objekta), nudenju storitev in uslug,... ter pomembnosti, manjši kot železniška postaja. 
Slovenske železnice postajališče označujejo kot mesto na železniški progi, ki je namenjeno za vstopanje in izstopanje potnikov, medtem ko je postaja prometno mesto z najmanj eno kretnico, s katerega se vodi promet nasprotnih in zaporednih vlakov, vstopajo in izstopajo potniki in se naklada in razklada blago. Tako ima postajališče običajno le en železniški tir in železniški peron ter pripadajočo infrastrukturo, ki tako lahko hkrati oskrbuje le en vlak.
Dodatna značilnost postajališč je, da na njih navadno ne prodajajo železniških vozovnic in na njih ni nobenega postajnega osebja, zato so stroški obratovanja nižji. Tako je veliko postaj opredeljenih kot postajališče, čeprav po številu tirov in kretnicah izpolnjujejo formalne pogoje za postajo. 